# Calumma hilleniusi
Calumma hilleniusi ist ein kleineres Chamäleon, welches nur auf Madagaskar vorkommt. Weibchen und Männchen sind mit einer Gesamtlänge von rund 22 Zentimeter etwa gleich groß. Die Art wurde erst 1973 durch das Forscherteam Édouard R. Brygoo, Charles P. Blanc und Charles Domergue entdeckt.

## Lebensraum und Gefährdung

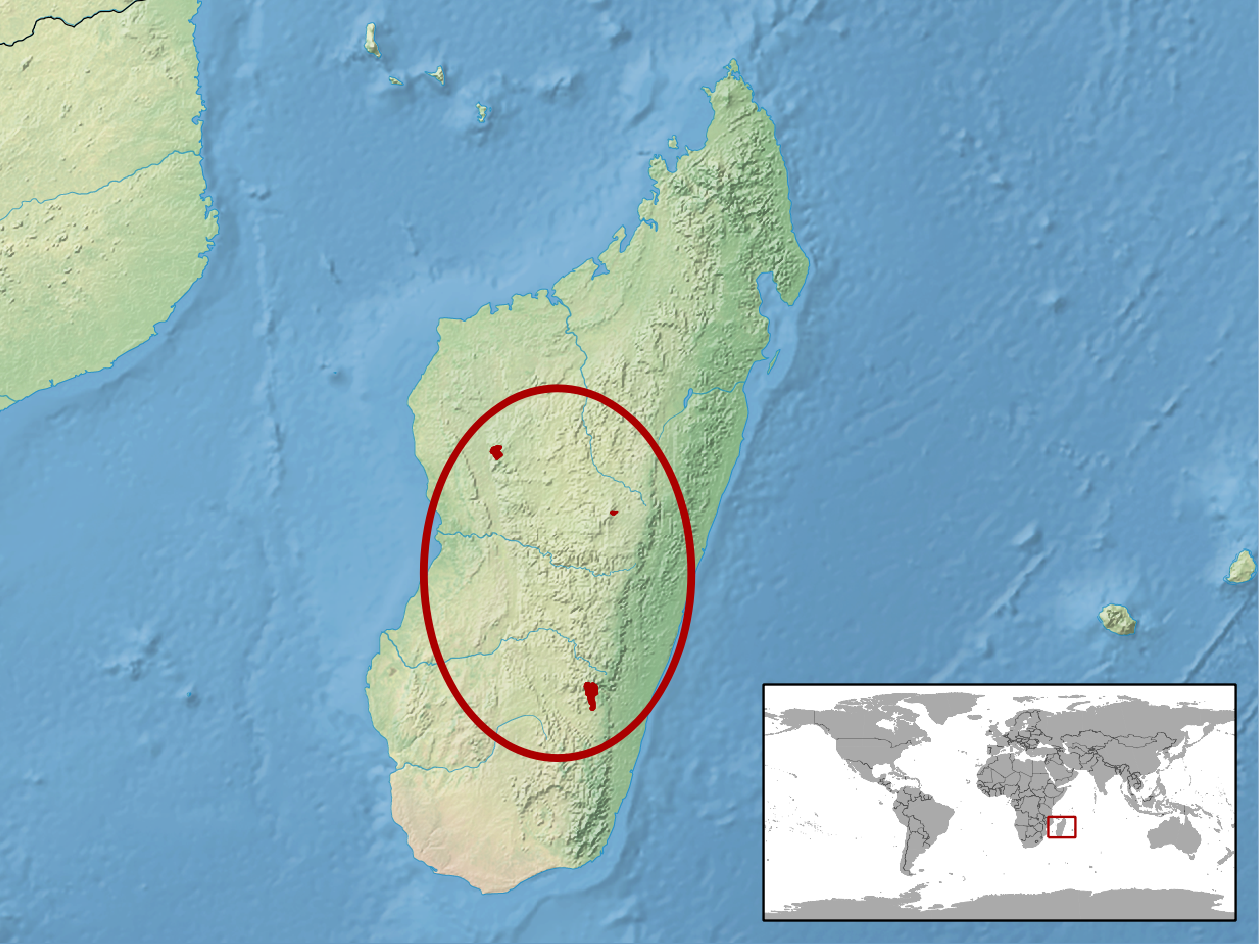
Verbreitungsgebiet

Die Chamäleonart hat sich in puncto Lebensraum stark spezialisiert. Sie bewohnt speziell nur die bewaldeten Hänge des Tsiafajavonaberges im Ankaratra-Zentralmassiv im Herzen Madagaskars. Dort leben sie auf einer Höhe zwischen 1800 und 2000 Meter über dem Meeresspiegel in kleineren Baumgruppen entlang von Bergbächen sowie im Bergwald, bevorzugt auf Kiefern.
Die IUCN stuft die Art als „stark gefährdet“ (endangered) ein.

## Merkmale
Die Chamäleons haben relativ kleine Occipitallappen. Der Helm ist abgeflacht und steigt nach hinten hin an, die Beschuppung ist grob und unregelmäßig.
Als Tarnfärbung weist die Art dunkle Grau-, Braun-, Beige- und Grünfärbungen auf.

## Balz, Paarung und Eiablage
Die Balz findet bei in Gefangenschaft lebenden Tieren jeden Tag statt. Dabei verfärbt sich der Helm des Männchens rot und blau, der Rest des Körpers ist eine Mischung aus Grün und Gelb. Kommt es zur erfolgreichen Kopulation, werden nach 40 Tagen 6 bis 8 Eier in eine vom Weibchen selbst gegrabene Erdhöhle oder unter Steine abgelegt. Die Jungtiere schlüpfen nach etwa 90 Tagen.